# Urapteroides anerces
Urapteroides anerces är en fjärilsart som beskrevs av Edward Meyrick 1886. Urapteroides anerces ingår i släktet Urapteroides och familjen Uraniidae. Inga underarter finns listade i Catalogue of Life.